# سیارک ۳۹۳۳۵
سیارک ۳۹۳۳۵ (به انگلیسی: 39335 Caccin، نامگذاری:2002AR12) سی و نه هزار و سیصد و سی و پنجمین سیارک کشف شده‌است که در ۱۰ ژانویه ۲۰۰۲ کشف شد.